# Thyllis atropos
Thyllis atropos är en tvåvingeart som först beskrevs av Carl Peter Thunberg 1827.  Thyllis atropos ingår i släktet Thyllis och familjen kulflugor. Inga underarter finns listade i Catalogue of Life.